# グライムズ郡 (テキサス州)
グライムズ郡（グライムズぐん、英: Grimes County）は、アメリカ合衆国テキサス州の東部に位置する郡である。2010年国勢調査での人口は26,604人であり、2000年の23,552人から13.0%増加した。郡庁所在地はアンダーソン市（人口222人）であり、同郡で人口最大の町はナバソタ市（人口7,049人）である。グライムズ郡は1856年に設立され、郡名はテキサス独立宣言に署名した初期開拓者ジェシー・グライムズに因んで名付けられた。

## 地理
アメリカ合衆国国勢調査局に拠れば、郡域全面積は801平方マイル (2,075 km2)であり、このうち陸地794平方マイル (2,056 km2)、水域は7平方マイル (18 km2)で水域率は0.94%である。

### 主要高規格道路
- テキサス州道6号線
- テキサス州道30号線
- テキサス州道90号線
- テキサス州道105号線

### 隣接する郡
- マディソン郡 - 北
- ウォーカー郡 - 北東
- モンゴメリー郡 - 南東
- ウォーラー郡 - 南
- ワシントン郡 - 南西
- ブラゾス郡 - 西

## 人口動態
以下は2000年の国勢調査による人口統計データである。
| 基礎データ - 人口: 23,552人 - 世帯数: 7,753 世帯 - 家族数: 5,628 家族 - 人口密度: 11人/km2（30人/mi2） - 住居数: 9,490軒 - 住居密度: 5軒/km2（12軒/mi2） 人種別人口構成 - 白人: 71.79% - アフリカン・アメリカン: 19.96% - ネイティブ・アメリカン: 0.32% - アジア人: 0.30% - 太平洋諸島系: 0.05% - その他の人種: 5.93% - 混血: 1.65% - ヒスパニック・ラテン系: 16.08% 年齢別人口構成 - 18歳未満: 24.8% - 18-24歳: 7.7% - 25-44歳: 29.8% - 45-64歳: 24.0% - 65歳以上: 13.7% - 年齢の中央値: 38歳 - 性比（女性100人あたり男性の人口） - 総人口: 117.5 - 18歳以上: 124.0 | 世帯と家族（対世帯数） - 18歳未満の子供がいる: 34.6% - 結婚・同居している夫婦: 55.4% - 未婚・離婚・死別女性が世帯主: 12.6% - 非家族世帯: 27.4% - 単身世帯: 23.8% - 65歳以上の老人1人暮らし: 11.2% - 平均構成人数 - 世帯: 2.69人 - 家族: 3.18人 収入と家計 - 収入の中央値 - 世帯: 32,280米ドル - 家族: 38,008米ドル - 性別 - 男性: 30,138米ドル - 女性: 21,747米ドル - 人口1人あたり収入: 14,368米ドル - 貧困線以下 - 対人口: 16.6% - 対家族数: 13.8% - 18歳未満: 20.4% - 65歳以上: 18.1% |

## 都市と町
- アンダーソン - 郡庁所在地
- ベディアス
- イオラ
- ナバソタ
- トッドミッション

### 未編入の町
- プランターズビル
- リチャーズ
- ローンズプレーリー
- シャイロー
- ストーナム

## 政府の機関
テキサス州刑事司法省の刑務所であるルーサー刑務所とパック刑務所が郡内の未編入領域にある。さらにパック刑務所近くにパック倉庫がある。